# Szubmediterrán flóraterület (Európa)
A szubmediterrán flóraterület az északi flórabirodalom (Holarktisz) része, a mediterrán flóraterület északi határvidéke. Ez választja el a Mediterráneumot a kontinentális, a közép-európai és az atlantikus flóraterülettől.
A Kárpát-medence Pannonicum flóratartománya dél felé a szubmediterrán flóraterület két részegységével határos:
- nyugat-balkáni flóratartomány (Illiricum)
- bánsági flóratartomány (Praemoesicum)

A bánsági flóratartományt tovább kelet felé a kelet-balkáni flóratartomány (Moesicum) váltja fel.
Az Illiricum és a Pannonicum flóratartományok határvonala nem egyértelmű. Egyes szerzők az egész Dél-Dunántúlt az Illiricumba számítják, mások csak a Zákány-őrtilosi-dombvidéket és a Villányi-hegységet sorolják oda, afféle szigetként a Pannonicumban, és a két tartomány határát a Dráva, illetve a Száva mentén vonják meg.